# Bundesamt für Statistik

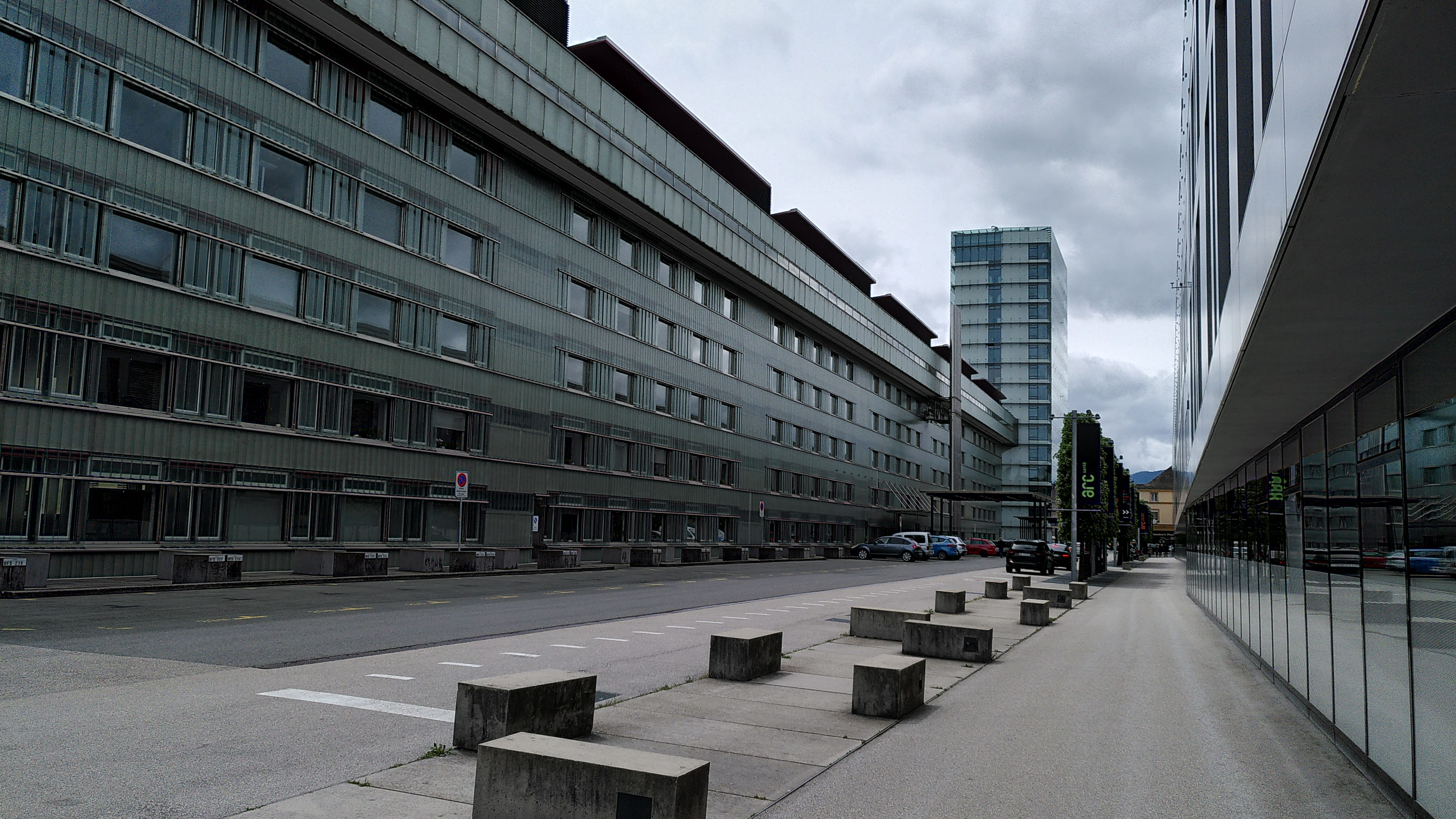
Das Bundesamt für Statistik befindet sich in Neuenburg im Gebäude links und im Turm hinten.

Das Bundesamt für Statistik (BFS) (französisch Office fédéral de la statistique OFS, italienisch Ufficio federale di statistica UST, rätoromanisch Uffizi federal da statistica UFS, englisch Federal Statistical Office FSO) ist das statistische Amt der Schweiz mit Sitz in Neuenburg. Es ist, als eine Bundesbehörde der Schweizerischen Eidgenossenschaft, dem Eidgenössischen Departement des Innern (EDI) zugeordnet. Das Bundesamt wird verkürzt Statistik Schweiz, Statistique suisse (französisch), Statistica svizzera (italienisch) bzw. Statistica Svizra (rätoromanisch) bezeichnet.
Das BFS ist das Dienstleistungs- und Kompetenzzentrum für die landesweite statistische Beobachtung. Es stellt Informationen in allen thematischen Bereichen der öffentlichen Statistik bereit.

## Aufgaben
Das BFS produziert und veröffentlicht wichtige statistische Informationen zum Zustand und zur Entwicklung von Staat und Gesellschaft, Wirtschaft und Umwelt. Es ergänzt diese durch übergreifende Analysen, erarbeitet Szenarien künftiger Entwicklungen und sichert den historischen Datenbestand.
Zur Datenbeschaffung werden verschiedene Methoden eingesetzt: Direkte Befragung, mehr oder weniger automatisierte Beobachtung, Auswertung von Verwaltungsdaten, Vollerhebungen sowie repräsentative Stichproben. Die Effizienz moderner statistischer Informationssysteme wird wesentlich bestimmt durch die Art der Datenbeschaffung. Dabei geniesst die systematische Nutzung bereits vorhandener Daten aus rechtlichen und finanziellen Gründen Vorrang gegenüber neuen direkten Erhebungen mit entsprechender Belastung der Befragten.
Die Verbreitung der statistischen Ergebnisse erfolgt in unterschiedlicher Form und auf verschiedenen Kanälen: Als Tabellen oder Indikatoren, versehen mit Textkommentaren oder Grafiken und Karten, als gedruckte Dokumente oder in elektronischer Form, standardmässig oder auf spezielle Kundenbedürfnisse zugeschnitten.

LIK, September 2010

Regelmässige Erhebungen des BFS (Auswahl):
- Volkszählung (VZ)
- Betriebszählung (BZ)
- Landesindex der Konsumentenpreise (LIK)
- Schweizerische Arbeitskräfteerhebung (SAKE)
- Schweizerische Lohnstrukturerhebung (SLSE)

### Volkszählung (VZ)
Die erste eidgenössische Volkszählung erfolgte im März 1850 unter der Leitung von Bundesrat Stefano Franscini. Nebst der Erhebung der Bevölkerungszahl wurde nach Geschlecht, Alter, Zivilstand, Beruf, Gewerbe und Konfession der Einwohner gefragt. Zwischen 1860 und 2000 fand alle zehn Jahre jeweils im Dezember eine Volkszählung statt. Von diesem Zehnjahresrhythmus wich man einzig bei der Volkszählung von 1888 (als Grundlage für die Revision der Wahlkreiseinteilung vorgezogen) und bei der Volkszählung von 1941 (aufgrund der Mobilmachung der Armee im Mai 1940 später durchgeführt) ab. Die Zählung im Jahre 2000 wurde letztmals nach der herkömmlichen Methode durchgeführt. Ab 2010 erfolgt eine grundlegende Änderung: Die Volkszählung wird jährlich und in neuer Form durch das BFS durchgeführt und ausgewertet. Um die Bevölkerung zu entlasten, werden die Informationen primär den Einwohnerregistern entnommen und mit Stichprobenerhebungen ergänzt. Neu wird nur noch ein kleiner Teil (ca. 5 Prozent) der Bevölkerung schriftlich oder telefonisch befragt. Der erste Stichtag für die neue Volkszählung ist der 31. Dezember 2010. Die Standardisierung, die durch das Registerharmonisierungsgesetz erst möglich wurde, erlaubt jetzt nicht nur eine Datenlieferung an die Statistik, sondern auch den elektronischen Datenaustausch zwischen den betroffenen Registern von Bund, Kantonen und Gemeinden. Um diese Systemumstellung gewährleisten zu können, kooperierte das BFS mit dem SAS Institute, um eine flächendeckende Harmonisierung der Softwaresysteme und Datenbanken zu schaffen. Ergebnis der Umstellung sind heute niedrigere Kosten, ein gesenkter Arbeitsaufwand und eine effizientere Durchführung der Volkszählung. Alle Ergebnisse liegen nun innerhalb eines Jahres vor, während es im alten System mehr als zwei Jahre gedauert hatte.

## Rechtsgrundlage
Die öffentliche Statistik hat ihre Grundlage in der Bundesverfassung der Schweizerischen Eidgenossenschaft. Am 18. April 1999 nahm das Schweizer Volk die Totalrevision der Verfassung an, die neu den Statistikartikel (Art. 65) zu Auftrag und Kompetenzen der Statistik enthält:
1. Der Bund erhebt die notwendigen statistischen Daten über den Zustand und die Entwicklung von Bevölkerung, Wirtschaft, Gesellschaft, Bildung, Forschung, Raum und Umwelt in der Schweiz.
2. Er kann Vorschriften über die Harmonisierung und Führung amtlicher Register erlassen, um den Erhebungsaufwand möglichst gering zu halten.[8]

Näher geregelt sind die rechtlichen Grundlagen der öffentlichen Statistik der Schweiz vorab im Bundesstatistikgesetz vom 9. Oktober 1992. Das Bundesstatistikgesetz ist ein Rahmengesetz. Es formuliert die Aufgaben und die Organisation der Bundesstatistik sowie die Grundlagen von Datenbeschaffung, Veröffentlichungen und Dienstleistungen. Insbesondere umschreibt es die Prinzipien des Datenschutzes.
Wichtige neue Punkte des Gesetzes von 1992 sind die Koordinationsfunktion des Bundesamtes für Statistik (BFS) als zentraler Statistikstelle im Bund, die Erstellung eines statistischen Mehrjahresprogramms zur Gesamtplanung der Schweizer Statistik sowie die Einsetzung der Kommission für die Bundesstatistik als Beratungsorgan des Bundesrates (mit Vertretern der Wissenschaft, Privatwirtschaft, Sozialpartner, Verwaltungseinheiten von Bund, Kantonen und Gemeinden).

## Informationsangebot

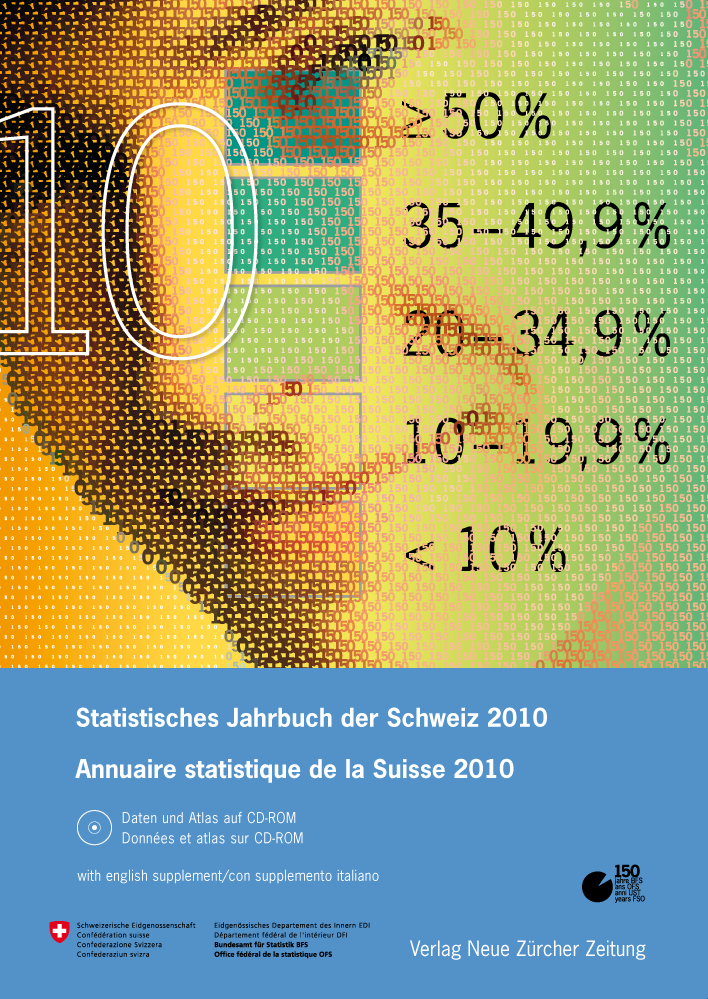
Deckblatt des Statistischen Jahrbuches 2010

Das Informationsangebot des Bundesamtes für Statistik (BFS) umfasst:
- das Statistik-Portal im Internet
- Publikationen
- räumliche Auswertungen in einem geographischen Informationssystem (GIS)
- thematische Kartographie (z. B. Politischer Atlas der Schweiz)
- einen telefonischen Auskunftsdienst sowie ein Fax auf Abruf rund um die Uhr (Landesindex der Konsumentenpreise)
- ein öffentlich zugängliches Informationszentrum (Espace public) in Neuchâtel mit Bibliothek und elektronischen Informationen
- ein spezialisiertes Angebot für den Schulunterricht mit Grafiken und Unterrichtshilfen (Forum Schule)

Das Statistik-Portal ermöglicht eine rasche Publikation wichtiger statistischer Resultate. Täglich werden neue Daten veröffentlicht. Links und Downloads führen direkt zu den Inhalten. Das Portal ermöglicht es, Hinweise auf neue statistische Ergebnisse und Aktivitäten via Web-Feed zu abonnieren und so stets auf dem Laufenden zu sein.
Was die Publikationen betrifft, ist das vom Bundesamt für Statistik (BFS) herausgegebene Statistische Jahrbuch seit 1891 das Standardwerk der Schweizer Statistik. Es fasst die wichtigsten statistischen Ergebnisse zu Bevölkerung, Gesellschaft, Staat, Wirtschaft und Umwelt des Landes zusammen. Nebst dem Jahrbuch erscheinen monatlich, viertel-, halbjährlich und jährlich viele weitere gedruckte Publikationen des BFS. Eine Sammlung von Dateien zum Herunterladen bietet das Statistische Lexikon der Schweiz: Hier findet man Tabellen, Grafiken, Karten, Texte und ganze Publikationen zu allen Themenbereichen der Statistik. Zu bestimmten Themen und für spezifische Zielgruppen stehen Informationsangebote in Form von speziellen Applikationen, Datenbanken und auch von Dateisammlungen bereit. Diese sind teilweise kostenpflichtig.
Inhaltlich ist das Informations-Angebot der Bundesstatistik in 22 Kapitel gegliedert, welche fünf Themenbereiche mit verschiedenen Aspekten abdecken. Dazu gehören Arbeit, Gesellschaft, Lebensraum, Politik, Soziales und Wirtschaft. Konkret beinhalten die Bereiche folgende Kapitel (Kapitelnummer BFS vorangestellt):
- 00 Grundlagen und Übersichten[11]

- Bevölkerung und Soziales
  - 01 Bevölkerung[12]
  - 13 Soziale Sicherheit[13]
  - 14 Gesundheit[14]
  - 20 Wirtschaftliche und soziale Situation der Bevölkerung[15]

- Lebensraum und Infrastruktur
  - 02 Raum, Umwelt[16]
  - 08 Energie[17]
  - 09 Bau- und Wohnungswesen[18]
  - 11 Mobilität und Verkehr[19]
  - 21 Nachhaltige Entwicklung[20]

- Gesellschaft und Politik
  - 15 Bildung, Wissenschaft[21]
  - 16 Kultur, Medien, Informationsgesellschaft, Sport[22]
  - 17 Politik[23]
  - 19 Kriminalität, Strafrecht[24]

- Arbeit und Wirtschaftszweige
  - 03 Arbeit und Erwerb[25]
  - 06 Industrie, Dienstleistungen[26]
  - 07 Land- und Forstwirtschaft[27]
  - 10 Tourismus[28]

- Wirtschaft und Finanzen
  - 04 Volkswirtschaft[29]
  - 05 Preise[30]
  - 12 Geld, Banken, Versicherungen[31]
  - 18 Öffentliche Verwaltung und Finanzen[32]

## Geschichte

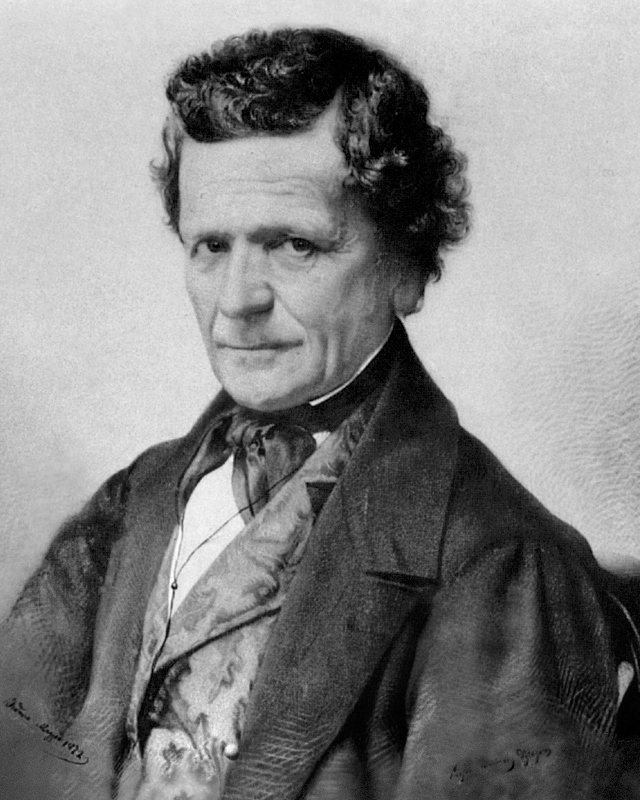
Stefano Franscini, Vorsteher des Departements des Innern (1848–1857)

Mit der Gründung des Schweizerischen Bundesstaates 1848 gewann die Statistik auf gesamtschweizerischer Ebene an Bedeutung: Die Statistik wurde Aufgabe des Departements des Innern – dies unter Stefano Franscini, der 1850 eine erste Volkszählung im neugegründeten Bundesstaat durchführte. Franscini starb 1857 im Amt. Bruno Hildebrand, von 1856 bis 1860 Professor der Nationalökonomie an der Universität Bern, baute das erste Statistische Bureau auf.
Im Jahre 1860 wurde das Eidgenössische Statistische Büro offiziell gegründet. 1928 wurde es zum Eidgenössischen Statistischen Amt (EStA) und 1979 zum Bundesamt für Statistik (BFS). Seit 1998 ist der Sitz des BFS zentral unter einem Dach vereint in Neuenburg.
Im Jahr der Gründung wurde 1860 auch das Gesetz über die alle zehn Jahre durchzuführenden Volkszählungen erlassen. Zehn Jahre später wurde die Gesetzeslage ausgebaut: 1870 beschloss das Parlament ein knappes, auf organisatorische Fragen beschränktes Gesetz über die «amtlichen statistischen Aufnahmen in der Schweiz». Dieses wurde 1992 durch das moderner ausgelegte Bundesstatistikgesetz abgelöst.
Die neue Bundesverfassung von 1999 enthält erstmals einen Artikel (Art. 65) zur Statistik.
2002 kam es zur Verabschiedung der Charta der öffentlichen Statistik der Schweiz. Zu deren Zielsetzung gehört unter anderem, allgemeingültige berufsethische Grundsätze zu formulieren, die sich auf internationale Grundsätze stützen, aber den Besonderheiten des statistischen Systems der Schweiz Rechnung tragen. Das bilaterale Abkommen zwischen der Schweiz und der Europäischen Gemeinschaft über die Zusammenarbeit in der Statistik trat 2007 in Kraft.
Das Statistische Jahrbuch der Schweiz wurde erstmals 1891 publiziert und wird seither ununterbrochen vom BFS herausgegeben. Seit 1987 macht das BFS wichtige statistische Informationen online elektronisch zugänglich, 1996 wurde dieser Dienst ausgebaut und um die Datenbank STATINF und Website ergänzt.
BFS-Direktor Georges-Simon Ulrich war ab 2022 für zwei Jahre Vizepräsident des Bureaus der UN-Statistikkommission und wurde 2024 zum Präsidenten dieses Bureaus gewählt.

## Direktoren
Eidgenössisches Statistisches Büro
- Gustav Vogt 1. Juni 1860 – 30. September 1862
- Max Wirth 1. Januar 1865 – 31. Januar 1873
- Johann Jakob Kummer 1. März 1873 – 31. Dezember 1885
- Edmund Wilhelm Milliet 26. Januar 1886 – 28. Februar 1889
- Louis Guillaume 1. März 1889 – 31. August 1914
- Marcel Ney 1. September 1914 – 3. September 1928

Eidgenössisches Statistisches Amt (ab 1928)
- Jacob Lorenz 1. Februar 1929 – 31. Dezember 1930
- Carl Brüschweiler 1. Juni 1931 – 31. Juli 1946
- Albert Koller 1. August 1946 – 5. Juli 1957
- Anton Meli 1. Dezember 1957[36]  – 31. Dezember 1968[37]
- Jean-Jacques Senglet 1. Januar 1969[38] – 31. März 1987[39]

Bundesamt für Statistik (ab 1979)
- Carlo Malaguerra 1. April 1987[40] – 31. Dezember 2001[41]
- Adelheid Bürgi-Schmelz 1. April 2002 – 31. Dezember 2008
- Jürg Marti 1. Januar 2009 – 20. Februar 2013
- Georges-Simon Ulrich 1. Oktober 2013 –

## Personalbestand ab 2001
| Jahr | Vollzeitstellen |
| ---- | --------------- |
| 2001 | 443             |
| 2002 | 470             |
| 2003 | 479             |
| 2004 | 469             |
| 2005 | 463             |
| 2006 | 466             |
| 2007 | 524             |
| 2008 | 533             |
| 2009 | 566             |
| 2010 | 579             |
| 2011 | 575             |
| 2012 | 571             |
| 2013 | 595             |
| 2014 | 587             |
| 2015 | 581             |
| 2016 | 676             |
| 2017 | 679             |
| 2018 | 690             |
| 2019 | 692             |
| 2020 | 710             |
| 2021 | 727             |
| 2022 | 738             |
| 2023 | 753             |
| 2024 | 750             |